# Бар-Хадад I
Бар-Хадад I (Бен-Хадад I, Венадад I; арам. בר הדד, др.-евр. בן הדד‬; «сын Хадада»; IX век до н. э.) — царь Арама в первой половине IX века до н. э.

## Биография

Левант около 830 года до н. э.

Единственным историческим источником, повествующем о Бар-Хададе I, является Библия. О нём упоминается в Третьей книге Царств и в книге Паралипоменон.
Согласно библейским текстам, Бар-Хадад I был правителем арамейского царства со столицей в Дамаске. Его дед и отец — Хезион и Табримон — также правили этими землями (3Цар. 15:18—22). От отца Бар-Хадад I и унаследовал власть над Дамаском. Точная дата этого события не известна. Вероятно, что Бар-Хадад I должен был взойти на престол не позднее 880-х годов до н. э., даты смерти царя Израиля Бааши, современником которого он был.
В отличие от своего отца Табримона, союзника царя Иудеи Авии, Бар-Хадад I заключил союз с правителем Израиля Баашей. Тот в 880-х годах до н. э. вёл войну против иудейского царя Асы, и после начала строительства вблизи Иерусалима крепости Рама стал серьёзно угрожал благополучию Иудеи. Желая переманить на свою сторону Бар-Хадада I, Аса отправил в Дамаск послов с богатыми дарами. В Библии об этом сообщается так: «И взял Аса все серебро и золото, остававшееся в сокровищницах дома Господня и в сокровищницах дома царского, и дал его в руки слуг своих, и послал их царь Аса к Венададу, сыну Тавримона, сына Хезионова, царю Сирийскому, жившему в Дамаске, и сказал: союз да будет между мною и между тобою, [как был] между отцом моим и между отцом твоим; вот, я посылаю тебе в дар серебро и золото; расторгни союз твой с Ваасою, царем Израильским, чтобы он отошел от меня. И послушался Венадад царя Асы…». Как союзник иудейского монарха Бар-Хадад I совершил поход в Израильское царство, во время которого захватил всю северную часть Галилеи с городами Аин, Дан, Авел-Беф-Маах и Киннероф, а также земли колена Неффалимова. Бо́льшая часть находившихся здесь городов (включая Дан и Хацор) была разрушена. Бааша был вынужден прекратить строительство Рамы и принять меры для защиты внутренних областей своих владений. Воспользовавшись уходом израильского царя, Аса до основания разрушил Раму, а из захваченных здесь материалов построил города Гебу и Мицпу (3Цар. 15:17—22; 2Пар. 16:1—6). Несмотря на одержанную царём Асой победу, участие язычников-амореев в войне с Израильским царством вызвало протест среди иудейского духовенства. В том числе, Асу за союз с Бар-Хададом I осуждал пророк Анания (2Пар. 16:7).
Успехи Бар-Хадада I в войне с Израильским царством позволили царю Дамаска сделаться наиболее влиятельным государем Леванта того времени. Возможно, библейские сообщения о союзе Бар-Хадада I и Асы — это завуалированное свидетельство о признании иудейским царём своей подчинённости правителю Арама.
Присоединение Бар-Хададом I к своим владениям Северной Галилеи позволила дамасскому царю установить контроль над торговыми путями в Финикию, Палестину и Египет. Как важный торговый партнёр Тира в IX веке до н. э. Арам упоминается в «Книге пророка Иезекииля» (Иез. 27:18). Согласно этому источнику, в Тир из Дамаска привозили высоко ценившиеся вино и шерсть. Из других городов, в которых арамеи вели торговлю в то время, упоминаются Сидон, Акко и Ахзив. Предполагается, что по повелению Бар-Хадада I могла быть возведена найденная вблизи Алеппо стелла, посвящённая тирскому богу Мелькарту. В сделанной на ней по-арамейски надписи царь по имени Бар-Хадад называл Мелькарта «своим Господином», что должно свидетельствовать о тесных связях между Дамаском и Тиром. Однако принадлежность стеллы временам Бар-Хадада I вызывает среди историков дискуссии. В том числе, предполагается, что надпись могла быть сделана в правление царя Бар-Хадада III.
При Бар-Хададе I начались вторжения в Левант ассирийцев. Один из таких походов в 878 или 877 году до н. э. совершил ассирийский царь Ашшурнацирапал II. Однако ассирийская армия дошла только до Аккара, не затронув владения царя Арама, что позволило Бар-Хададу I не платить дани правителю Ассирии.
В Третьей книге Царств упоминается ещё об одной войне между Арамом и Израилем (3Цар. 20:34). Её вели во второй половине 870-х годов до н. э. израильский царь Омри и отец дамасского царя Бар-Хадада II (вероятно, это был Бар-Хадад I). Подробностей военных действий в библейских текстах нет, но предполагается, что союзниками царя Израиля были правители Иудеи и Тира. Победителем в войне стал правитель Арама, которому Омри был вынужден отдать некоторые города, в том числе, Рамот в Галааде (3Цар. 22:3), и предоставить дамасским купцам место для фактории в своей столице Самарии.
О дальнейшем правлении Бар-Хадада I свидетельств не сохранилось. Дата его смерти не известна, но он должен был скончаться не позднее начала 850-х годов до н. э., когда в источниках упоминается о новом царе Арама Бар-Хададе II. Большинство историков считает, что новый правитель Дамаска был сыном Бар-Хадада I. Однако у арамеев существовал обычай называть сыновей именем ближайшего родственника только в случае, если тот уже умер. На этом основании предполагается, что Бар-Хадад II мог быть не сыном, а внуком Бар-Хадада I, и унаследовать власть над Арамом после смерти своего неизвестного по имени отца.

## Комментарии
1. ↑  Возможно, Бар-Хадад I стал царём Арама около 900 года до н. э.[8].
2. ↑  Смерть Бааши датируется в различных источниках или 886[9] или 883 годом до н. э.[10].
3. ↑  В Паралипоменон этот военный конфликт датируется 36-м годом правления израильского царя Асы, то есть приблизительно серединой 860-х годов до н. э. Однако так как иудейский царь Бааша к тому времени уже скончался, предполагается, что библейская датировка этой войны ошибочна[10].
4. ↑  В качестве возможной приблизительной даты смерти Бар-Хадада I называется 870 год до н. э.[8].